# Lobo parietal

Animation tridimensionnelle du cerveau humain montrant le lobe pariétal gauche en rouge à l'intérieur d'un crâne rendu transparent. L'hémisphère cérébral droit n'est pas montré afin de mieux mettre en valeur le gauche

É um dos 5 lobos do cérebro humano ou do córtex cerebral.

## Superfície supero-lateral
Na superfície supero-lateral estende-se desde o sulco central e através de uma linha imaginária para o sulco parieto-occipital e incisura preoccipital. Inferiormente é delimitado pelo sulco lateral e a continuação imaginária deste sulco até à parte posterior. Divide-se em três áreas:
- Está divido em três partes pelos:
  - Sulco pós-central – paralelo e posterior ao sulco central, divide o lobo parietal numa porção anterior e numa porção posterior.
  - Sulco intraparietal – corre posteriormente do sulco pós-central até ao lobo occipital e divide a porção posterior em dois lóbulos, o lóbulo parietal superior e o lóbulo parietal inferior.

- Existem três áreas principais:
  - Giro pós-central – constitui a porção anterior e é posterior e paralelo ao sulco central e estende-se até ao sulco pós-central.
  - Lóbulo parietal superior – entre a margem superomedial do hemisfério e o sulco intraparietal.
  - Lóbulo parietal inferior – localiza-se inferiormente ao sulco intraparietal e é divisível em três partes:
    - Parte anterior ou giro supra-marginal; Delimitado pelo ramo posterior do sulco lateral;
    - Parte medial ou giro angular – relacionado com o elemento visual da estereognosia e arqueia-se sobre a extremidade posterior do sulco temporal superior
    - Parte posterior – curva-se sobre o sulco temporal inferior e estende-se até ao lobo occipital.

## Superfície medial
Na superfície medial é delimitada inferiormente pelos sulcos subparietal e calcarino; anteriormente pelo lobo frontal; posteriormente pelo sulco parieto-occipital.
- Contém geralmente a extensão do giro pós-central e a sua continuação como pré-cunha (pre-cúneos). Este último é limitado anteriormente pelo sulco do cíngulo, posteriormente pelo sulco parieto-occipital, superiormente pela margem superomedial e anteriormente pelo sulco subparietal. É anterior ao cúneos.

## Lóbulo paracentral
O lóbulo paracentral é a extensão dos giros pré-central e pós-central do lobo frontal e lobo parietal, respectivamente, para a parte medial do hemisfério.

## Áreas funcionais
O lobo parietal contém três áreas funcionais:
1. Cortéx somatossensitivo primário – Corresponde ao giro pós-central e está relacionado com a iniciação do processamento cortical da informação táctil e proprioceptiva.
2. Em conjunto com o lobo temporal (normalmente o hemisfério esquerdo) – compreensão da linguagem – Muito do lóbulo parietal inferior, juntamente com porções do lobo temporal está envolvido na compreensão da linguagem.
3. Orientação espacial e percepção – O restante do córtex parietal.